# Spektr-RG
Spektr-RG (Spectre X Gamma) ou SRG ou SXG est un observatoire spatial en rayons X russe développé en coopération avec l'Allemagne, lancé le 13 juillet 2019. L'engin spatial de 2,7 tonnes emporte deux télescopes Wolter I. Spektr-RG est issu d'un premier projet international beaucoup plus ambitieux mis sur pied dans les années 1990 mais qui est annulé en plein développement en 2002, conséquence de la crise économique traversée par le pays à l'époque. L'instrument principal de Spektr-RG, eRosita, est fourni par l'Institut Max-Planck de physique extraterrestre en Allemagne. Il est utilisé pour effectuer un recensement systématique des principales sources de rayons X mous extragalactiques (0,5 à 10 keV) et un inventaire des trous noirs situés dans les galaxies voisines. La mission du télescope spatial, placé en orbite autour du point de Lagrange L2, doit durer au moins sept ans. La Russie fournit la plate-forme et un deuxième télescope observant les rayons X durs dans la longueur d'onde 6 à 30 keV.

## Historique

### Premier projet
Le projet Spektr-RG est lancé dans les années 1990 sous l'appellation Spectrum X-Gamma à la demande de l'Académie des sciences de Russie. Mi 1990, une vingtaine de pays sont impliqués dans le développement de l'observatoire. Celui-ci d'une masse de 6 tonnes dont 2,75 tonnes pour l'instrumentation scientifique, doit comprendre cinq télescopes (SODART, JET-X, MART-LIME, FUVITA, TAUVEX), ainsi qu'un système de surveillance de l'ensemble de la voûte céleste dans le rayonnement gamma et X. Il doit être lancé par un lanceur Proton et placé sur une orbite très elliptique de 200 000 × 500 km. Mais le projet est bientôt paralysé par la crise économique qui ravage la Russie durant les années 1990. Le lancement est sans cesse retardé entre 1996 et 2002. Finalement, le gouvernement russe annonce son annulation en février 2002 alors que les laboratoires étrangers ont investi près de trois cents millions de dollars américains dans trois des télescopes qui doivent être embarqués. En compensation, le gouvernement russe accepte de lancer gratuitement en 2002 le télescope européen INTEGRAL qui utilise les composants développés par les pays européens. Certains des instruments développés par les laboratoires russes pour l'observatoire terminent leur carrière au musée.

### Renaissance du projet
L'économie de la Russie se redresse au cours des années 2000 et de l'argent est réinjecté dans les missions spatiales scientifiques. Le projet d'observatoire de radioastronomie Spektr-R, considéré comme une mission scientifique prioritaire, est lancé en 2011. Le développement de Spektr-RG, deuxième observatoire spatial à bénéficier de cette embellie économique, reprend  toutefois  avec une charge utile réduite. D'une masse de 2 tonnes il doit utiliser la même plate-forme Navigator de Lavotchkine que Spektr-R. Il emporte deux télescopes : eRosita développé par l'Institut Max-Planck de physique extraterrestre en Allemagne et l'instrument ART-XC développé par la Russie. Contrairement aux autres télescopes spatiaux travaillant dans la même partie du spectre électromagnétique, comme XMM-Newton ou Chandra dont les observations s'effectuent sur un champ étroit, son optique grand angle lui permet de dresser une carte des sources de rayons X de l'ensemble de la voûte céleste. Celle-ci doit être trente fois plus précise que ce qui existe. Le satellite doit être placé au point de Lagrange L2 du système Soleil-Terre idéal pour ce type d'observation. Malgré une rallonge budgétaire octroyée par l'état russe en 2005 le calendrier du nouveau projet va glisser de manière importante. Prévu initialement en 2006 le lancement est repoussé successivement en 2007, 2008, 2011, 2013. Finalement le lancement est programmé en avril 2019,. Celui-ci intervient le 13 juillet 2019 (TU).

## Objectifs scientifiques
Spektr-RG doit dresser un catalogue particulièrement exhaustif des sources de rayonnement X. Les concepteurs de eRosita, l'instrument principal du télescope spatial, prévoient de recenser de cinquante mille à cent mille amas de galaxies permettant de dresser une carte des structures à grande échelle de l'univers et d'étudier ainsi l'évolution de la structure du cosmos. Cet instrument doit également permettre de répertorier les trous noirs des galaxies voisines masqués par la poussière (plus de trois millions) ainsi que les galaxies actives éloignées. Enfin le télescope eRosita est utilisé pour étudier en détail la physique des populations galactiques sources de rayonnement X, telles que les étoiles situées en amont de la séquence principale, les rémanents de supernova et les binaires X. 

## Caractéristiques techniques
Spektr-RG utilise une plate-forme Navigator du constructeur russe Lavotchkine basé à Khimki. Cette plate-forme est stabilisée sur 3 axes. La masse du satellite est évaluée à 2 650 kg, dont 1 160 kg pour la masse des instruments et 600 kg d'hydrazine ainsi que l'hélium utilisé pour la mise sous pression de cet ergol. L'énergie est fournie par des panneaux solaires qui produisent plus de 1 500 W. La précision de pointage est de 2′ et la vitesse de rotation du satellite est de 0,25°/s. La plate-forme a une durée de vie minimale de cinq ans mais la mission a une durée totale de 7,5 ans. Les communications s'effectuent avec un débit de 2 Mb/s.

## Charge utile
Spektr-RG emporte deux télescopes observant les rayons X mous : eROSITA (extended ROentgen Survey with an Imaging Telescope Array) et ART-XC :
- eROSITA est l'instrument principal de Spektr-RG. Il s'agit d'un télescope de type Wolter I observant le rayonnement X dont l'énergie est comprise entre 0,5 à 10 keV. Il est construit par la division physique extraterrestre de l'Institut Max-Planck de physique extraterrestre, Allemagne. Le télescope est constitué par sept miroirs distincts formés chacun de 54 coques concentriques réalisées en nickel avec un revêtement en or. La longueur focale est de 1,6 m et le diamètre de la coque externe est de 358 mm. Le champ de vue est de 1° et la surface utile du télescope est de 2 500 cm2 pour une énergie incidente de 1 keV. La résolution spatiale est de 15″ et la résolution spectrale est de 138 eV pour un rayonnement incident de 6 keV. Les détecteurs sont des dispositifs à transfert de charges de 450 µm qui captent 90 % des photons dont l'énergie est comprise entre 0,3 et 10 keV et permettent de réaliser une image toutes les 50 ms. Le dispositif à transfert de charges comprend 384 × 384 pixels de 75 µm de côté. L'ensemble, qui pèse 810 kg a un diamètre de 1,3 m et une longueur de 2,6 m. Il consomme 550 W. Il est conçu pour fonctionner au moins sept ans[5] ;
- ART-XC est un télescope de type Wolter I observant le rayonnement 5 à 30 keV. Sa construction est supervisée par l'Institut de recherche spatiale de l'Académie des sciences de Russie (IKI RAN), à Moscou qui fournit les détecteurs. Le centre de vol spatial Marshall de la NASA fournit la partie optique. Le télescope est constitué par sept miroirs distincts formés chacun de vingt-huit coques concentriques réalisées en nickel dont le diamètre est compris entre 50 et 150 mm. Le champ de vue est de 34′ et la surface utile du télescope est de 455 cm2 pour une énergie incidente de 8 keV. Les détecteurs sont réalisés avec des diodes Schottky utilisant des cristaux de tellurure de cadmium. La résolution spatiale est de 1′ et la résolution spectrale est de 1,4 keV pour un rayonnement incident de 14 keV. L'instrument a une masse de 350 kg et consomme 300 W[4].

| Caractéristique technique      | eROSITA             | ART-XC           |
| ------------------------------ | ------------------- | ---------------- |
| Type optique                   | Wolter 1            | Wolter 1         |
| Longueur d'onde observée       | 0,2 à 12 keV        | 5 à 30 keV       |
| Champ de vue                   | 1°                  | 34′              |
| Résolution angulaire           | 15″                 | 1′               |
| Résolution énergétique         | 130 eV à 6 keV      | 1,4 keV à 14 keV |
| Masse                          | 750 kg              | 350 kg           |
| Dimension                      | 1,9 (diam) × 3,25 m |                  |
| Consommation électrique        | 405 W               | 300 W            |
| Nombre de miroirs              | 7                   | 7                |
| Nombre de coquilles par miroir | 54                  | 28               |
| Longueur miroir                | 300 mm              | 580 mm           |
| Diamètre des coquilles         | 75-358 mm           | 49-145 mm        |
| Surface des miroirs            | 2 500 cm2 à 1 keV   | 455 cm2 à 8 keV  |
| Longueur focale                | 1,6 m               | 2,7 m            |

## Déroulement de la mission
Le télescope spatial Spektr-RG est placé en orbite le 13 juillet 2019 par un lanceur Proton-M / Bloc DM-03 depuis le cosmodrome de Baïkonour. Le télescope se place trois mois après son lancement sur une orbite héliocentrique autour du point de Lagrange L2 situé à 1,5 million de kilomètres de la Terre à l'opposé du Soleil par rapport à notre planète. Durant ce temps, les instruments sont vérifiés et étalonnés. Durant la mission primaire, d'une durée de quatre ans, le télescope observe à huit reprises l'ensemble du ciel. Chaque jour, le télescope effectue six rotations et observe un degré du ciel. Une fois cette phase achevée, le télescope passe trois ans à observer une sélection d'amas de galaxies et de galaxies actives remarquables.
À la suite de l'invasion de l'Ukraine par la Russie en février 2022, les observations avec le télescope eROSITA, géré par l'institut Max Planck, sont suspendues par ce dernier. Quatre des huit séquences d'observation programmées avaient pu être effectuées avant cet arrêt. Par mesure de rétorsion, l'agence spatiale russe Roscosmos décide de mettre à l'arrêt le télescope eROSITA et de suspendre toute coopération scientifique avec l'Allemagne à bord de la Station spatiale internationale.

### Vidéographie
- (ru) «Спектр» и НИКА на границе мироздания [vidéo], présentation du télescope spatial.